# Schaduwpantserjuffers
De schaduwpantserjuffers (Perilestidae) zijn een familie van juffers (Zygoptera), een van de drie suborden van de libellen (Odonata). De familie omvat 2 geslachten en 19 soorten.

## Geslachten
De familie omvat de volgende geslachten:
- Perilestes Hagen in Selys, 1862
- Perissolestes Kennedy, 1941

In oudere indelingen is ook het geslacht Nubiolestes Fraser, 1945 opgenomen in deze familie. Deze is echter volgens de inzichten van Dijkstra et al. ondergebracht bij de Synlestidae.